# 中華人民共和國國家安全法

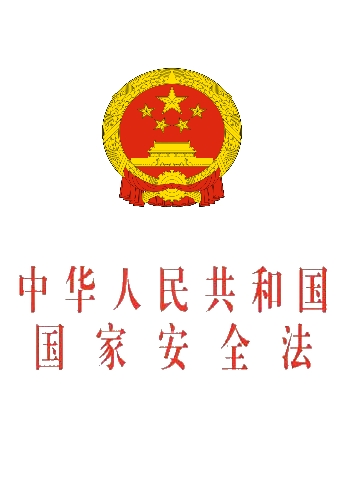
中華人民共和國國家安全法

《中华人民共和国国家安全法》，是一部中华人民共和国于2015年7月1日颁布的法律，该法由第十二届全国人民代表大会常务委员会通過，事实上取代了1993年通过的旧版国家安全法，新法内容共有7章84条。官方媒体认为，该法律对政治安全、国土安全、军事安全、文化安全、科技安全等11个领域的国家安全任务进行了明确。

## 內容
《中华人民共和国国家安全法》共七章、八十四条，对维护国家安全的任务与职责，国家安全制度，国家安全保障，公民、组织的义务和权利等方面进行了规定。
十二届全国人大常委会第十五次会议在2015年7月1日表决通过了新的国家安全法。法律对政治安全、国土安全、军事安全、文化安全、科技安全等11个领域的国家安全任务进行了明确，自公布之日起施行。。
该法明确了国家安全的定义，即国家政权、主权、统一和领土完整、人民福祉、经济社会可持续发展和国家其他重大利益相对处于没有危险和不受内外威胁的状态，以及保障持续安全状态的能力。
法律第一章第十四条指出：每年的4月15日为全民国家安全教育日。
第一章第十一條指出：中华人民共和国公民、一切国家机关和武装力量、各政党和各人民团体、企业事业组织和其他社会组织，都有维护国家安全的责任和义务。中国的主权和领土完整不容侵犯和分割。维护国家主权、统一和领土完整是包括港澳同胞和台湾同胞在内的全中国人民的共同义务。

## 立法過程
2014年4月15日，中共中央總書記習近平在中央國家安全委員會第一次全體會議上首次正式提出「總體國家安全觀」 。2014年11月1日，第十二届全国人民代表大会常务委员会第十一次会议通過了《中華人民共和國反間諜法》，並廢止了1993年通過的舊《中華人民共和國國家安全法》。2015年5月，中華人民共和國又推出了新《中華人民共和國國家安全法》的草案。2015年7月1日，第十二届全國人大會常委會第十五次会议通過該法，中华人民共和国主席習近平根據全國人大常委會的決定於同日簽署第29号《主席令》頒佈該法。

## 各方反應

### 香港特别行政区
香港特区政府在該法頒佈後表示：「香港特区政府发表声明表示，香港有维护国家安全的责任，有关法律不在香港特别行政区实施。特区政府没有计划就《基本法》第二十三条立法。新国安法不在港实施。」
香港行政长官梁振英也表示：「这部全国性法律不在香港实施，当然香港作为国家一部分，我们有责任以及义务维护国家安全的，我们履行这些责任和义务的方式，通过基本法二十三条规定的本地立法，特区政府无计划就二十三条立法。」
港區全國人大代表郑耀棠表示：「我相信新国安法对国家的安全非常之重要，有法律的依据，怎样保障国家安全，当然香港作为特区政府，有二十三条基本法的规定，特区政府有不可推卸的责任，有宪制性责任在香港进行立法，但是立法必须在香港条件成熟时才能进行立法，但无论怎样，香港必须承担宪制性的责任。」
香港律政司司長袁國強也表示：「毋須過分擔心。《國家安全法》在其他國家，美國、英國、加拿大、法國等，很早已經有，而且現今國際社會關係這樣複雜，國家在這時候通過這條法例，這法例不是針對香港。而且另一方面，不會於香港適用，也不會透過《基本法》第十八條加入附件三。這情況下，也看到是尊重『一國兩制』的做法。因為始終香港的《基本法》下，我們有二十三條，當然我們有憲法責任，現在未做，但在適當時候我們會處理。」
但是，香港泛民主派認爲，新法會在香港人進入中國大陸地區時帶來問題，可能被追究境外的言行。
2021年4月15日是《香港國安法》實施後首個「全民國家安全教育日」，「全民國家安全教育日2021」開幕典禮於於當日早上在香港會議展覽中心大會堂舉行。本年教育日由香港特別行政區主辦，主題為「國家安全・護我家園——完善選舉制度，落實愛國者治港」，旨在提高全港市民國家安全意識，營造維護國家安全的濃厚氛圍，以及增強防範和抵禦安全風險能力等。港區國安法中訂明，香港特區負有維護國家安全的憲制責任，應當履行維護國家安全的職責，以及香港特區應開展國家安全教育，提高香港居民的國家安全意識和守法意識。

### 中華民國
中華民國政府機構行政院大陸委員會對此嚴正表達不滿。
中國國民黨表示，「中國國民黨始終堅持中華民國是主權獨立的國家，堅持在《中華民國憲法》架構下，由臺灣2,300萬人民共同決定臺灣的未來；大陸單方面制定的任何法律，無法影響、改變臺灣人民的意志，也無法左右臺灣的未來」。
民主進步黨發言人鄭運鵬表示：「臺灣社會難以接受」。
臺灣團結聯盟立法院黨團總召集人賴振昌表示，中國通過國安法其實只是「自我陶醉、痴人說夢」，由於中國政權從未統治過臺灣，此法在台灣沒有法源依據；又呼籲，台灣應停止與中國交流。
民主進步黨籍前中華民國副總統呂秀蓮批評《中華人民共和國國家安全法》，稱該法「顯示（中華人民共和國）併吞台灣的急迫感」。

## 有關評論

### 正面評價
- 中國大陸官方媒體均對此部法律表示赞同[2][17][3]。
- 官方媒體新華社發文稱《中華人民共和國國家安全法》有五大亮點：「（該法是一部）综合性、全局性、基础性的国家安全法」、「维护国家经济安全」、「确保文化安全」、「维护国家网络空间主权」、「为太空、深海和极地等新型领域国家安全提供法律支撑」[17]。
- 《人民日報》認爲《中華人民共和國國家安全法》「為中華人民共和國的國家安全提供了切實有效的制度保障」，乃「筑牢国家安全的制度堤坝」[18]。
- 上海華東政法大學法學教授童之偉認爲，《中華人民共和國國家安全法》框架符合中華人民共和國當前需要，因爲「國家安全已經擴展到了更多領域」，儘管他不贊成其中有關意識形態和文化的措辭[6]。

### 負面評價
- BBC的報道引述部分法律專家意見，認爲該法條款的寫法使其難以實施[7]。
- 美國媒體傾向負面評價︰美國有線新聞網称，看到該法範圍之廣，令人质疑中國政權是否要失去權力，又認為新法律是為了保衛其絕對權力。[19]《紐約時報》北京分社社長黃安偉認為，中國藉《中華人民共和國國家安全法》「強化統治和其在意識形態方面的控制。」
- 國際特赦組織研究員倪偉平認爲，此法「意在保護中國，懲罰那些批評領導層的人；（立法者）在這方面的考慮不亞於『國家安全事務本身』」[6]。
- 香港泛民主派擔心《中華人民共和國國家安全法》會給他們身在內地時帶來困擾，泛民主派香港立法會議員李卓人甚至告訴《蘋果日報》說「香港很多人回內地都會存在危機」[7]。
- 法新社評論認為，此立法如中國一貫做法，涉及範圍很廣，以「概括性條款」設計，但未涉及對違法者的處罰條款，將給中國當局充分的詮釋空間；人權觀察的研究員認為，新法「降低了公民社會批評政府和追究政府責任的能力」[20]。
- 中國歐盟商會主席伍德克（Joerg Wuttke）說，新法的定義「從用詞到範圍方面都太廣泛」，模糊性給企業造成很大的不確定性[21]。
- 联合国人權事務高級專員扎伊德·拉阿德·侯赛因（英语：Zeid bin Ra'ad）稱，此法的覆盖範圍和「其術語與定義的模糊性」使他擔憂，“它为进一步限制中国公民的自由、为中国当局用比现有手法更严格地控制公民社会敞开了大门。”[22]

### 其他評價
- 《明報》在2015年7月1日的報道中指出，該法未明確定義「違法有害信息」[7]。
- 華東政法大學前法學教授、民權律師張雪忠認爲，該法「重点集中在政治、意识形态和文化上」[6]。
- 香港大學法律學院教授傅華伶指出：「新的國家安全法是一部宣示性的法律，相當於國家安全方面的『憲法』。」[7]
- 英國廣播公司（BBC）引述《南华早报》资深评论员黄忠清與香港政治评论员刘锐绍的評論說，新法實質是保障中國共產黨的「政權安全」[23]。
- 香港中文大學講師羅助華指出，該法「將國家或政府的概念與政權的安全掛鉤」；他認爲，這是共產黨的理解，卻被寫入法律，這樣做「惹人注目」[24]。